# Merthyr Tydfil FC
Merthyr Tydfil Football Club är en walesisk fotbollsklubb i Merthyr Tydfil, Glamorgan, Wales. Hemmamatcherna spelas på Penydarren Park i Merthyr Tydfil. Smeknamnet är The Martyrs (förr The Lilywhites).
Klubben har inget att göra med stadens tidigare fotbollsklubb Merthyr Town, som spelade i The Football League under 1920-talet och lades ned 1934.

## Historia
Klubben grundades 1945 och den första säsongen spelade man i Welsh League där man kom tvåa. Nästa säsong gick man med i Southern Football League och fick omedelbart framgångar med ligavinster 1947-48, 1949-50, 1950-51, 1951-52 och 1953-54. Säsongen 1950-51 vann Merthyr; Southern Football League, Welsh Cup, Southern League Cup och Welsh Challenge Cup. Trots sina framgångar lyckades klubben inte bli invald the Football League. 
Efter att ha spelat i olika divisioner av Southern Football League under 1960, 1970 och 1980-talet vann klubben sitt sjätte mästerskap 1989. Den här gången innebar vinsten uppflyttning till Football Conference, den femte nivån i det engelska ligasystemet. Man lyckades ganska bra de tre första säsongerna, de två första slutade man 9:a och den tredje 4:a, sedan gick det sämre de tre kommande säsongerna 1994-95 blev man nedflyttade till Southern Football League. Man skulle egentligen flyttats ned en säsong tidigare, men nedflyttningen omprövades då Northern Premier League mästarna Marine inte klarade arena kraven.
Då man var en walesisk fotbollsklubb som spelade i en engelsk liga kunde man spela i både FA-cupen och Welsh Cup tills FAW bestämde att bara klubbar som spelar i walesiska ligasystemet får delta i Welsh Cup.
I slutet av säsongen 2007-08 sjösatte man sin första officiella webbsida (https://web.archive.org/web/20080705115449/http://www.merthyrfootball.co.uk/).

### FA-cupen
I FA-cupen har man tagit sig till 2:a omgången som bäst; vilket man gjorde 1946/7 (förlust med 3-1 mot Reading), 1954/5 (förlust med 7-1 mot Bradford City), 1973/4 (förlust med 3-0 mot Hendon), 1979/80 (förlust med 3-1 mot Chesham United i en omspelsmatch) och 1990/1 (förlust med 5-1 mot Woking). Enda gången som man vunnit mot en Football League klubb var i FA-cupens första omgång 1946/7, när man vann över Bristol Rovers med 3-1.

### Welsh Cup
Man var betydligt framgångsrikare i Welsh Cup som man vunnit vid tre tillfällen; 1949 (vinst över Swansea City med 2-0), 1951 (vinst över Cardiff City med 3-2 i en omspelsmatch) och 1987 (vinst över Newport County med 1-0 i en omspelsmatch). Vid ytterligare två tillfällen (1947 och 1952) var man finalister.
Vinsten 1987 innebar att man kvalificerat sig för spel i Cupvinnarcupen. I första omgången fick man möta Atalanta från Italien. Man lyckades sensationellt vinna första matchen på hemmaplan med 2-1, men returen på bortaplan förlorades med 2-0 och man blev utslagna.

## Rivaler
Merthyrs största rivaler är Gloucester City, som man har mött mer än 120 gånger.

## Meriter
- Southern Football League: 1947-48, 1949-50, 1950-51, 1951-52, 1953-54, 1988-89
- Southern Football League Midland Division: 1987-88
- Southern Football League Western Division: 2002-03
- Welsh Cup: 1948-49, 1950-51, 1986-87

## Klubbrekord
- Största publik: 21 000 mot Reading, FA-cupens 2:a Omgången 1946
- Mest gjorda mål i ligan under en liga säsong: 187 i Welsh Football League, 1945/46
- Minst insläppta mål under en liga säsong: 32 i the Southern Football League Western Division, 2002/03